# Cúp EFL 2019-20
Cúp EFL 2019–20 là mùa giải thứ 60 của Cúp EFL (được gọi là Carabao Cup vì lý do tài trợ), giải đấu dành cho tất cả các câu lạc bộ tham gia Premier League và English Football League.
Manchester City là nhà đương kim vô địch hai lần, đã giữ được cúp vào năm 2019 và giành danh hiệu thứ ba liên tiếp với việc đánh bại Aston Villa trong trận chung kết tại Sân vận động Wembley ở London vào ngày 1 tháng 3 năm 2020.

## Thể thức
Tất cả 92 câu lạc bộ thi đấu tại Premier League và English Football League được quyền tham dự giải đấu. Trong 2 vòng đấu đầu tiên, lễ bốc thăm được chia thành các câu lạc bộ miền Bắc và miền Nam.
Ở vòng 1, 22 trong số 24 câu lạc bộ Championship và tất cả các câu lạc bộ EFL League One và EFL League Two tham gia. Do cuộc khủng hoảng tài chính, Bury sau đó đã rút lui khỏi giải và cuối cùng bị trục xuất khỏi EFL. Kết quả là Sheffield Wednesday, đối thủ ở vòng 1 của Bury đặt cách vào vòng 2.
Vòng 2, hai câu lạc bộ Championship còn lại là Cardiff City và Fulham (lần lượt đứng thứ 18 và 19 trong  mùa giải Premier League 2018–19) và các câu lạc bộ Premier League không tham dự Champions League hoặc Europa League sẽ tham gia.
Arsenal, Chelsea, Liverpool, Manchester City, Manchester United, Tottenham Hotspur, và Wolverhampton Wanderers đều được tham gia từ vòng 3 do tham gia các giải đấu cúp châu Âu.
|                          | Các CLB tham dự từ vòng này                                                        | Các CLB tham dự từ vòng trước | Số trận |
| ------------------------ | ---------------------------------------------------------------------------------- | ----------------------------- | ------- |
| Vòng 1 (70 CLB)          | - 24 CLB từ EFL League Two - 24 CLB từ EFL League One - 22 CLB từ EFL Championship |                               | 35      |
| Vòng 2 (50 CLB)          | - 2 CLB từ EFL Championship - 13 CLB Premier League (không tham dự cúp châu Âu)    | - 35 đội thắng vòng 1         | 25      |
| Vòng 3 (32 CLB)          | - 7 CLB Premier League (tham dự cúp châu Âu)                                       | - 25 đội thắng vòng 2         | 16      |
| Vòng 4 (16 CLB)          |                                                                                    | - 16 đội thắng vòng 3         | 8       |
| Vòng 5:Tứ kết (8 CLB)    |                                                                                    | - 8 đội thắng vòng 4          | 4       |
| Vòng 6:Bán kết (4 CLB)   |                                                                                    | - 4 đội thắng vòng tứ kết     | 2       |
| Vòng 7:Chung kết (2 CLB) |                                                                                    | - 2 đội thắng vòng bán kết    | 1       |

## Vòng 1
Tổng cộng có 70 CLB thi đấu ở vòng 1: 24 từ League Two (Hạng 4), 24 từ League One (Hạng 3) và 22 từ Championship (Hạng 2). Lễ bốc thăm cho vòng này được chia dựa trên cơ sở địa lý thành các khu vực phía Bắc và phía Nam. Các đội được bốc thăm gặp một đội trong cùng khu vực. Lễ bốc thăm được thực hiện bởi John Barnes và Ray Parlour vào ngày 20 tháng 6 năm 2019.

### Khu vực phía Bắc
| 14/8/2019            | Blackburn Rovers (2)                      | 3–2      | Oldham Athletic (4)          | Blackburn                                                           |  |
| 01:45 (Giờ Việt Nam) | Dack 70' · Downing 90+2' · Rothwell 90+5' | Chi tiết | Nepomuceno 14' · Maouche 80' | Sân vận động: Ewood Park Lượng khán giả: 5,215 Trọng tài: Tom Nield |  |

| 14/8/2019                                  | Blackpool (3)                          | 2–2 (2–4 p)                                     | Macclesfield Town (4)          | Blackpool                                                                 |  |
| 01:45 (Giờ Việt Nam)                       | Thompson 31' · Gnanduillet 90' (ph.đ.) | Chi tiết                                        | Bushiri 39' (l.n.) · Gomis 65' | Sân vận động: Bloomfield Road Lượng khán giả: 3,715 Trọng tài: Martin Coy |  |
|                                            |                                        | Loạt sút luân lưu                               |                                |                                                                           |  |
| Pritchard · Kaikai · Delfouneso · Thompson |                                        | Horsfall · Archibald · Osadebe · Clarke · Evans |                                |                                                                           |  |

| 14/8/2019            | Bradford City (4) | 0–4      | Preston North End (2)                        | Bradford                                                                     |  |
| 01:45 (Giờ Việt Nam) |                   | Chi tiết | Green 13' · Barkhuizen 19', 53' · Harrop 71' | Sân vận động: Valley Parade Lượng khán giả: 3,456 Trọng tài: Matthew Donohue |  |

| 14/8/2019            | Grimsby Town (4) | 1–0      | Doncaster Rovers (3) | Cleethorpes                                                              |  |
| 01:45 (Giờ Việt Nam) | Cook 40'         | Chi tiết |                      | Sân vận động: Blundell Park Lượng khán giả: 2,470 Trọng tài: John Brooks |  |

| 14/8/2019            | Huddersfield Town (2) | 0–1      | Lincoln City (3) | Huddersfield                                                                 |  |
| 01:45 (Giờ Việt Nam) |                       | Chi tiết | Anderson 55'     | Sân vận động: Kirklees Stadium Lượng khán giả: 6,908 Trọng tài: Peter Wright |  |

| 14/8/2019                                                                       | Mansfield Town (4)                | 2–2 (5–6 p)                                                                  | Morecambe (4)  | Mansfield                                                              |  |
| 01:45 (Giờ Việt Nam)                                                            | - Pearce 57' - Sterling-James 68' | Chi tiết                                                                     | - Old 18', 59' | Sân vận động: Field Mill Lượng khán giả: 1,884 Trọng tài: Robert Lewis |  |
|                                                                                 |                                   | Loạt sút luân lưu                                                            |                |                                                                        |  |
| - Khan - Sterling-James - Benning - Rose - Pearce - Tomlinson - Smith - Sweeney |                                   | - Miller - Cranston - O'Sullivan - Lavelle - Buxton - Kenyon - Brewitt - Old |                |                                                                        |  |

| 14/8/2019                                   | Middlesbrough (2)           | 2–2 (2–4 p)                          | Crewe Alexandra (4)       | Middlesbrough                                                                      |  |
| 01:45 (Giờ Việt Nam)                        | - Fletcher 75' - Bola 90+1' | Chi tiết                             | - Porter 42' - Kirk 45+1' | Sân vận động: Riverside Stadium Lượng khán giả: 7,897 Trọng tài: Michael Salisbury |  |
|                                             |                             | Loạt sút luân lưu                    |                           |                                                                                    |  |
| - Assombalonga - Fletcher - McNair - Browne |                             | - Porter - Green - Pickering - Jones |                           |                                                                                    |  |

| 14/8/2019            | Nottingham Forest (2) | 1–0      | Fleetwood Town (3) | West Bridgford                                                        |  |
| 01:45 (Giờ Việt Nam) | Silva 59'             | Chi tiết |                    | Sân vận động: City Ground Lượng khán giả: 7,432 Trọng tài: Alan Young |  |

| 14/8/2019            | Port Vale (4)      | 1–2      | Burton Albion (3)       | Burslem                                                               |  |
| 01:45 (Giờ Việt Nam) | Cullen 53' (ph.đ.) | Chi tiết | - Boyce 9' - Fraser 62' | Sân vận động: Vale Park Lượng khán giả: 2,252 Trọng tài: Paul Marsden |  |

| 14/8/2019            | Rochdale (3)                                                       | 5–2      | Bolton Wanderers (3)      | Rochdale                                                                    |  |
| 01:45 (Giờ Việt Nam) | - Henderson 27' (ph.đ.) - Pyke 64' - Camps 66', 73' - Rathbone 86' | Chi tiết | - Darcy 14' - Politic 48' | Sân vận động: Spotland Stadium Lượng khán giả: 3,362 Trọng tài: Andy Haines |  |

| 14/8/2019            | Salford City (4) | 0–3      | Leeds United (2)                      | Salford                                                               |  |
| 01:45 (Giờ Việt Nam) |                  | Chi tiết | Nketiah 43' · Berardi 50' · Klich 58' | Sân vận động: Moor Lane Lượng khán giả: 4,518 Trọng tài: Keith Stroud |  |

| 14/8/2019            | Scunthorpe United (4) | 0–1      | Derby County (2) | Scunthorpe                                                                |  |
| 01:45 (Giờ Việt Nam) |                       | Chi tiết | Buchanan 78'     | Sân vận động: Glanford Park Lượng khán giả: 3,679 Trọng tài: Robert Jones |  |

| 14/8/2019            | Shrewsbury Town (3) | 0–4      | Rotherham United (3)                             | Shrewsbury                                                                  |  |
| 01:45 (Giờ Việt Nam) |                     | Chi tiết | - Crooks 2' - Vassell 3' - Ladapo 45' - Wood 84' | Sân vận động: New Meadow Lượng khán giả: 2,813 Trọng tài: Anthony Backhouse |  |

| 14/8/2019            | Tranmere Rovers (3) | 0–3      | Hull City (2)                            | Birkenhead                                                                        |  |
| 01:45 (Giờ Việt Nam) |                     | Chi tiết | Toral 1' · Milinković 6' · Tafazolli 45' | Sân vận động: Prenton Park Lượng khán giả: 3,421 Trọng tài: Sebastian Stockbridge |  |

| 14/8/2019            | Wigan Athletic (2) | 0–1      | Stoke City (2) | Wigan                                                                     |  |
| 01:45 (Giờ Việt Nam) |                    | Chi tiết | Vokes 10'      | Sân vận động: DW Stadium Lượng khán giả: 3,821 Trọng tài: Dean Whitestone |  |

| 14/8/2019 | Sheffield Wednesday (2) | Hủy thi đấu | Bury (3) | Sheffield                               |
|           |                         |             |          | Sân vận động: Sân vận động Hillsborough |

1. ↑  Trận đấu giành phần thắng cho Sheffield Wednesday vào ngày 20 tháng 8 năm 2019, sau khi Bury không cung cấp sự rõ ràng hoặc bằng chứng cho EFL về khả năng thực hiện nghĩa vụ tài chính của họ.[3][4]

### Khu vực phía Nam
| 7/8/2019             | Portsmouth (3)                | 3–0      | Birmingham City (2) | Portsmouth                                                            |  |
| 01:45 (Giờ Việt Nam) | Harrison 30', 54' · Close 39' | Chi tiết |                     | Sân vận động: Fratton Park Lượng khán giả: 9,913 Trọng tài: Neil Hair |  |

| 14/8/2019                              | AFC Wimbledon (3)             | 2–2 (2–4 p)                                      | Milton Keynes Dons (3)        | Kingston upon Thames                                                   |  |
| 01:45 (Giờ Việt Nam)                   | - Wagstaff 8' - O'Neill 90+4' | Chi tiết                                         | - McGrandles 16' - Kasumu 50' | Sân vận động: Kingsmeadow Lượng khán giả: 2,191 Trọng tài: Craig Hicks |  |
|                                        |                               | Loạt sút luân lưu                                |                               |                                                                        |  |
| - O'Neill - Reilly - Hartigan - Pigott |                               | - Poole - Martin - Cargill - McGrandles - Gilbey |                               |                                                                        |  |

| 14/8/2019                                               | Brentford (2) | 1–1 (4–5 p)                                         | Cambridge United (4) | Brentford                                                              |  |
| 01:45 (Giờ Việt Nam)                                    | Forss 69'     | Chi tiết                                            | Richards 3'          | Sân vận động: Griffin Park Lượng khán giả: 5,215 Trọng tài: Lee Swabey |  |
|                                                         |               | Loạt sút luân lưu                                   |                      |                                                                        |  |
| - Jensen - Marcondes - Mbeumo - Watkins - Forss - Racic |               | - Hannant - Lewis - Dunk - Lambe - Darling - Knibbs |                      |                                                                        |  |

| 14/8/2019            | Bristol Rovers (3)                   | 3–0      | Cheltenham Town (4) | Horfield                                                                         |  |
| 01:45 (Giờ Việt Nam) | - Smith 38', 49' - Clarke-Harris 67' | Chi tiết |                     | Sân vận động: Memorial Stadium Lượng khán giả: 2,909 Trọng tài: Graham Salisbury |  |

| 14/8/2019                        | Charlton Athletic (2) | 0–0 (3–5 p)                                   | Forest Green Rovers (4) | Charlton, London                                                     |  |
| 01:45 (Giờ Việt Nam)             |                       | Chi tiết                                      |                         | Sân vận động: The Valley Lượng khán giả: 2,693 Trọng tài: John Busby |  |
|                                  |                       | Loạt sút luân lưu                             |                         |                                                                      |  |
| Bonne · Sarr · Morgan · Oshilaja |                       | J. Mills · Grubb · Adams · Morton · McCoulsky |                         |                                                                      |  |

| 14/8/2019            | Colchester United (4)                       | 3–0      | Swindon Town (4) | Colchester                                                                                     |  |
| 01:45 (Giờ Việt Nam) | - Eastman 77' - Senior 90+2' - Comley 90+7' | Chi tiết |                  | Sân vận động: Colchester Community Stadium Lượng khán giả: 1,595 Trọng tài: Charles Breakspear |  |

| 14/8/2019            | Coventry City (3)                          | 4–1      | Exeter City (4) | Birmingham                                                              |  |
| 01:45 (Giờ Việt Nam) | Hiwula 2', 28' · Godden 23' · Bakayoko 88' | Chi tiết | Sweeney 81'     | Sân vận động: St Andrew's Lượng khán giả: 1,555 Trọng tài: Scott Oldham |  |

| 14/8/2019                    | Gillingham (3)                            | 2–2 (1–4 p)                              | Newport County (4)                   | Gillingham, Kent                                                                 |  |
| 01:45 (Giờ Việt Nam)         | - Hanlan 26' (ph.đ.) - Ndjoli 90' (ph.đ.) | Chi tiết                                 | - Abrahams 26' - Amond 90+4' (ph.đ.) | Sân vận động: Priestfield Stadium Lượng khán giả: 1,996 Trọng tài: Trevor Kettle |  |
|                              |                                           | Loạt sút luân lưu                        |                                      |                                                                                  |  |
| - Jones - Mandron - Marshall |                                           | - Sheehan - Amond - Demetriou - Abrahams |                                      |                                                                                  |  |

| 14/8/2019            | Luton Town (2)                           | 3–1      | Ipswich Town (3) | Luton                                                                         |  |
| 01:45 (Giờ Việt Nam) | Jones 8' · Lee 17' (ph.đ.) · Shinnie 55' | Chi tiết | Dobra 74'        | Sân vận động: Kenilworth Road Lượng khán giả: 5,435 Trọng tài: Brett Huxtable |  |

| 14/8/2019            | Oxford United (3) | 1–0      | Peterborough United (3) | Oxford                                                                     |  |
| 01:45 (Giờ Việt Nam) | Brannagan 88'     | Chi tiết |                         | Sân vận động: Kassam Stadium Lượng khán giả: 2,798 Trọng tài: Oliver Yates |  |

| 14/8/2019            | Plymouth Argyle (4)         | 2–0      | Leyton Orient (4) | Plymouth                                                                |  |
| 01:45 (Giờ Việt Nam) | McFadzean 59' · Telford 62' | Chi tiết |                   | Sân vận động: Home Park Lượng khán giả: 5,573 Trọng tài: Antony Coggins |  |

| 14/8/2019                                                | Queens Park Rangers (2)                     | 3–3 (5–4 p)                                                   | Bristol City (2)                    | Shepherd's Bush                                                        |  |
| 01:45 (Giờ Việt Nam)                                     | Wells 15' · Chair 26' · Manning 86' (ph.đ.) | Chi tiết                                                      | Diédhiou 13' · Hunt 41' · Walsh 59' | Sân vận động: Loftus Road Lượng khán giả: 5,795 Trọng tài: Andy Davies |  |
|                                                          |                                             | Loạt sút luân lưu                                             |                                     |                                                                        |  |
| Manning · Mlakar · Wells · Smith · Barbet · Chair · Amos |                                             | Diédhiou · Walsh · O'Dowda · Eliasson · Moore · Rowe · Wright |                                     |                                                                        |  |

| 14/8/2019            | Stevenage (4) | 1–2      | Southend United (3) | Stevenage                                                                          |  |
| 01:45 (Giờ Việt Nam) | Parrett 14'   | Chi tiết | Kelman 47', 55'     | Sân vận động: Broadhall Way Lượng khán giả: 1,315 Trọng tài: Christopher Sarginson |  |

| 14/8/2019            | Swansea City (2)          | 3–1      | Northampton Town (4) | Swansea                                                                      |  |
| 01:45 (Giờ Việt Nam) | Ayew 80', 88' · Byers 83' | Chi tiết | Warburton 61'        | Sân vận động: Liberty Stadium Lượng khán giả: 8,058 Trọng tài: Kevin Johnson |  |

| 14/8/2019            | Walsall (4)             | 2–3      | Crawley Town (4)                        | Walsall                                                                    |  |
| 01:45 (Giờ Việt Nam) | Lavery 54' (ph.đ.), 71' | Chi tiết | Morais 21' · Dallison 48' · Nadesan 56' | Sân vận động: Bescot Stadium Lượng khán giả: 2,451 Trọng tài: Carl Boyeson |  |

| 14/8/2019            | West Bromwich Albion (2) | 1–2      | Millwall (2)               | West Bromwich                                                            |  |
| 01:45 (Giờ Việt Nam) | Austin 9'                | Chi tiết | Bradshaw 28' · O'Brien 55' | Sân vận động: The Hawthorns Lượng khán giả: 10,704 Trọng tài: Ross Joyce |  |

| 14/8/2019                             | Wycombe Wanderers (3) | 1–1 (2–4 p)                       | Reading (2) | High Wycombe                                                             |  |
| 01:45 (Giờ Việt Nam)                  | Samuel 59'            | Chi tiết                          | Pușcaș 63'  | Sân vận động: Adams Park Lượng khán giả: 4,802 Trọng tài: Darren England |  |
|                                       |                       | Loạt sút luân lưu                 |             |                                                                          |  |
| Gape · Freeman · Pattison · Onyedinma |                       | Pușcaș · Baldock · Swift · Loader |             |                                                                          |  |

## Vòng 2
Tổng cộng 50 CLB thi đấu ở vòng hai, bao gồm Fulham và Cardiff City từ Championship, cũng như các câu lạc bộ Premier League không tham gia thi đấu ở cúp châu Âu. Lễ bốc thăm cho vòng này được chia dựa trên cơ sở địa lý thành các khu vực phía Bắc và phía Nam. Các đội được bốc thăm gặp một đội trong cùng khu vực. Lễ bốc thăm được thực hiện vào ngày 13 tháng 8 năm 2019 bởi Gary Neville và Paul Robinson.

### Khu vực phía Bắc
| 28/8/2019            | Burton Albion (3)                   | 4–0      | Morecambe (4) | Burton upon Trent                                                              |  |
| 01:45 (Giờ Việt Nam) | Boyce 34', 45+2', 74' · Edwards 51' | Chi tiết |               | Sân vận động: Pirelli Stadium Lượng khán giả: 1,500 Trọng tài: Seb Stockbridge |  |

| 28/8/2019            | Crewe Alexandra (4) | 1–6      | Aston Villa (1)                                                           | Crewe                                                                     |  |
| 01:45 (Giờ Việt Nam) | Wintle 84'          | Chi tiết | Konsa 2' · Hourihane 24', 45+3' · Davis 69' · Guilbert 76' · Grealish 87' | Sân vận động: Gresty Road Lượng khán giả: 7,173 Trọng tài: Jarred Gillett |  |

| 28/8/2019                                         | Leeds United (2)        | 2–2 (4–5 p)                                | Stoke City (2)        | Leeds                                                                       |  |
| 01:45 (Giờ Việt Nam)                              | Nketiah 67' · Costa 81' | Chi tiết                                   | Batth 39' · Vokes 44' | Sân vận động: Elland Road Lượng khán giả: 30,002 Trọng tài: Oliver Langford |  |
|                                                   |                         | Loạt sút luân lưu                          |                       |                                                                             |  |
| - Douglas - Costa - Phillips - Nketiah - Harrison |                         | - Vokes - Duffy - Etebo - Clucas - Butland |                       |                                                                             |  |

| 28/8/2019            | Nottingham Forest (2)                  | 3–0      | Derby County (2) | Nottingham                                                              |  |
| 01:45 (Giờ Việt Nam) | Adomah 25' · Lolley 35' · Carvalho 79' | Chi tiết |                  | Sân vận động: City Ground Lượng khán giả: 26,971 Trọng tài: John Brooks |  |

| 28/8/2019                                     | Preston North End (2)       | 2–2                                          | Hull City (2)                      | Preston                                                            |  |
| 01:45 (Giờ Việt Nam)                          | Huntington 20' · Harrop 26' | Chi tiết                                     | Magennis 34' (ph.đ.) · Bowen 90+5' | Sân vận động: Deepdale Lượng khán giả: 6,093 Trọng tài: David Webb |  |
|                                               |                             | Loạt sút luân lưu                            |                                    |                                                                    |  |
| - Harrop - Ledson - Stockley - Bodin - Browne |                             | - Magennis - Eaves - Toral - Lopes - Stewart |                                    |                                                                    |  |

| 28/8/2019            | Rochdale (3)          | 2–1      | Carlisle United (4) | Rochdale                                                                     |  |
| 01:45 (Giờ Việt Nam) | Morley 11' · Done 31' | Chi tiết | Bridge 71' (ph.đ.)  | Sân vận động: Spotland Stadium Lượng khán giả: 1,974 Trọng tài: Peter Wright |  |

| 28/8/2019            | Sheffield United (1)         | 2–1      | Blackburn Rovers (2) | Sheffield                                                                    |  |
| 01:45 (Giờ Việt Nam) | Stearman 31' · Norwood 45+3' | Chi tiết | Gallagher 72'        | Sân vận động: Bramall Lane Lượng khán giả: 9,714 Trọng tài: Geoff Eltringham |  |

| 29/8/2019            | Burnley (1)     | 1–3      | Sunderland (3)                          | Burnley                                                                 |  |
| 01:45 (Giờ Việt Nam) | - Rodriguez 12' | Chi tiết | - Grigg 35' - Flanagan 47' - Dobson 50' | Sân vận động: Turf Moor Lượng khán giả: 7,445 Trọng tài: Darren England |  |

| 29/8/2019            | Lincoln City (3)            | 2–4      | Everton (1)                                                        | Lincoln                                                                |  |
| 01:45 (Giờ Việt Nam) | - Anderson 1' - Andrade 70' | Chi tiết | - Digne 36' - Sigurðsson 59' (ph.đ.) - Iwobi 81' - Richarlison 88' | Sân vận động: Sincil Bank Lượng khán giả: 9,971 Trọng tài: Darren Bond |  |

| 29/8/2019                       | Newcastle United (1) | 1–1 (2–4 p)                                   | Leicester City (1) | Newcastle upon Tyne                                                         |  |
| 01:45 (Giờ Việt Nam)            | Muto 53'             | Chi tiết                                      | Maddison 34'       | Sân vận động: St James' Park Lượng khán giả: 22,727 Trọng tài: Tim Robinson |  |
|                                 |                      | Loạt sút luân lưu                             |                    |                                                                             |  |
| Muto · Shelvey · Schär · Hayden |                      | Fuchs · Maddison · Tielemans · Barnes · Vardy |                    |                                                                             |  |

| 29/8/2019            | Rotherham United (3) | 0–1      | Sheffield Wednesday (2) | Rotherham                                                                          |  |
| 01:45 (Giờ Việt Nam) |                      | Chi tiết | - Nuhiu 90+6'           | Sân vận động: New York Stadium Lượng khán giả: 8,679 Trọng tài: Charles Breakspear |  |

| 11/9/2019                                                    | Grimsby Town (4) | 0–0 (5–4 p)                                                      | Macclesfield Town (4) | Grimsby                                                                      |  |
| 01:45 (Giờ Việt Nam)                                         |                  | Chi tiết                                                         |                       | Sân vận động: Blundell Park Lượng khán giả: 3,011 Trọng tài: Darren Drysdale |  |
|                                                              |                  | Loạt sút luân lưu                                                |                       |                                                                              |  |
| Green · Hanson · Cardwell · Ogbu · Hessenthaler · Whitehouse |                  | Ironside · Horsfall · Archibald · Arthur Gnahoua · Evans · Kirby |                       |                                                                              |  |

1. ↑  Trận đấu ban đầu diễn ra vào ngày 27 tháng 8 năm 2019 đã bị hủy giữa hiệp do thời tiết xấu, với tỷ số 0–0..[5]

### Khu vực phía Nam
| 28/8/2019            | Bristol Rovers (3) | 1–2      | Brighton & Hove Albion (1)  | Bristol                                                                      |  |
| 01:45 (Giờ Việt Nam) | Nichols 64'        | Chi tiết | Connolly 55' · Murray 90+2' | Sân vận động: Memorial Stadium Lượng khán giả: 5,864 Trọng tài: Matt Donohue |  |

| 28/8/2019            | Cardiff City (2) | 0–3      | Luton Town (2)                                | Cardiff                                                                             |  |
| 01:45 (Giờ Việt Nam) |                  | Chi tiết | Hoilett 43' (l.n.) · Sheehan 63' · Jervis 73' | Sân vận động: Cardiff City Stadium Lượng khán giả: 4,111 Trọng tài: Tony Harrington |  |

| 28/8/2019            | Crawley Town (4) | 1–0      | Norwich City (1) | Crawley                                                                      |  |
| 01:45 (Giờ Việt Nam) | Lubala 17'       | Chi tiết |                  | Sân vận động: Broadfield Stadium Lượng khán giả: 5,109 Trọng tài: John Busby |  |

| 28/8/2019                                     | Crystal Palace (1) | 0–0 (4–5 p)                                       | Colchester United (4) | Selhurst, London                                                          |  |
| 01:45 (Giờ Việt Nam)                          |                    | Chi tiết                                          |                       | Sân vận động: Selhurst Park Lượng khán giả: 8,898 Trọng tài: Andy Woolmer |  |
|                                               |                    | Loạt sút luân lưu                                 |                       |                                                                           |  |
| - Townsend - Ayew - Benteke - Camarasa - Zaha |                    | - Norris - Nouble - Brown - Cowan-Hall - Chilvers |                       |                                                                           |  |

| 28/8/2019            | Fulham (2) | 0–1      | Southampton (1) | Fulham, London                                                             |  |
| 01:45 (Giờ Việt Nam) |            | Chi tiết | Obafemi 57'     | Sân vận động: Craven Cottage Lượng khán giả: 8,467 Trọng tài: Robert Jones |  |

| 28/8/2019            | Newport County (4) | 0–2      | West Ham United (1)        | Newport                                                                   |  |
| 01:45 (Giờ Việt Nam) |                    | Chi tiết | Wilshere 43' · Fornals 65' | Sân vận động: Rodney Parade Lượng khán giả: 6,382 Trọng tài: Steve Martin |  |

| 28/8/2019                              | Oxford United (3)               | 2–2 (4–2 p)                                   | Millwall (2)        | Oxford                                                                    |  |
| 01:45 (Giờ Việt Nam)                   | Sykes 87' · Henry 90+4' (ph.đ.) | Chi tiết                                      | Böðvarsson 29', 52' | Sân vận động: Kassam Stadium Lượng khán giả: 3,693 Trọng tài: Craig Hicks |  |
|                                        |                                 | Loạt sút luân lưu                             |                     |                                                                           |  |
| - Thorne - Woodburn - Henry - Mousinho |                                 | - McCarthy - Böðvarsson - Ferguson - Williams |                     |                                                                           |  |

| 28/8/2019            | Plymouth Argyle (4)     | 2–4      | Reading (2)                                 | Plymouth                                                               |  |
| 01:45 (Giờ Việt Nam) | Taylor 22' · Baxter 55' | Chi tiết | Barrett 35', 72' · Méïté 87' (ph.đ.), 90+1' | Sân vận động: Home Park Lượng khán giả: 8,365 Trọng tài: Kevin Johnson |  |

| 28/8/2019            | Southend United (3) | 1–4      | Milton Keynes Dons (3)                                | Southend                                                            |  |
| 01:45 (Giờ Việt Nam) | Goodship 54'        | Chi tiết | Healey 35' · Brittain 41' · Boateng 82' · Nombe 90+2' | Sân vận động: Roots Hall Lượng khán giả: 2,433 Trọng tài: Neil Hair |  |

| 28/8/2019            | Watford (1)                            | 3–0      | Coventry City (3) | Watford                                                                  |  |
| 01:45 (Giờ Việt Nam) | Janmaat 37' · Sarr 56' · Peñaranda 69' | Chi tiết |                   | Sân vận động: Vicarage Road Lượng khán giả: 12,257 Trọng tài: Gavin Ward |  |

| 29/8/2019                      | Bournemouth (1) | 0–0 (3–0 p)                | Forest Green Rovers (4) | Bournemouth                                                               |  |
| 01:45 (Giờ Việt Nam)           |                 | Chi tiết                   |                         | Sân vận động: Dean Court Lượng khán giả: 9,657 Trọng tài: Dean Whitestone |  |
|                                |                 | Loạt sút luân lưu          |                         |                                                                           |  |
| King · Solanke · Ibe · Billing |                 | J. Mills · Dawson · Morton |                         |                                                                           |  |

| 29/8/2019            | Queens Park Rangers (2) | 0–2      | Portsmouth (3)                      | Shepherd's Bush, London                                               |  |
| 01:45 (Giờ Việt Nam) |                         | Chi tiết | - Marquis 77' (ph.đ.) - Harness 81' | Sân vận động: Loftus Road Lượng khán giả: 7,783 Trọng tài: Ross Joyce |  |

| 29/8/2019            | Swansea City (2)                                                            | 6–0      | Cambridge United (4) | Swansea                                                                          |  |
| 01:45 (Giờ Việt Nam) | Peterson 1' · Byers 20' · Surridge 24', 45+1' · Garrick 31' · Routledge 76' | Chi tiết |                      | Sân vận động: Liberty Stadium Lượng khán giả: 8,763 Trọng tài: Michael Salisbury |  |

## Vòng 3
Tổng cộng có 32 CLB thi đấu ở vòng này. Arsenal, Chelsea, Liverpool, Manchester City, Manchester United, Tottenham Hotspur, và Wolverhampton Wanderers tham gia vòng này do họ đang tham dự cúp châu Âu. Lễ bốc thăm được tiến hành vào ngày 28 tháng 8 năm 2019 bởi Andy Hinchcliffe và Don Goodman. Các trận đấu diễn ra giữa tuần bắt đầu từ ngày 23 tháng 9 năm 2019.
| 25/9/2019            | Arsenal (1)                                                    | 5–0      | Nottingham Forest (2) | Holloway, London                                                                |  |
| 01:45 (Giờ Việt Nam) | Martinelli 31', 90+2' · Holding 71' · Willock 77' · Nelson 84' | Chi tiết |                       | Sân vận động: Emirates Stadium Lượng khán giả: 53,160 Trọng tài: Darren England |  |

| 25/9/2019                                        | Colchester United (4) | 0–0 (4–3 p)                             | Tottenham Hotspur (1) | Colchester                                                                                 |  |
| 01:45 (Giờ Việt Nam)                             |                       | Chi tiết                                |                       | Sân vận động: Colchester Community Stadium Lượng khán giả: 9,481 Trọng tài: Jarred Gillett |  |
|                                                  |                       | Loạt sút luân lưu                       |                       |                                                                                            |  |
| - Norris - Nouble - Brown - Cowan-Hall - Lapslie |                       | - Eriksen - Alli - Lamela - Son - Lucas |                       |                                                                                            |  |

| 25/9/2019                                               | Crawley Town (4) | 1–1 (5–3 p)                     | Stoke City (2) | Crawley                                                                         |  |
| 01:45 (Giờ Việt Nam)                                    | Ferguson 38'     | Chi tiết                        | Vokes 23'      | Sân vận động: Broadfield Stadium Lượng khán giả: 4,165 Trọng tài: Kevin Johnson |  |
|                                                         |                  | Loạt sút luân lưu               |                |                                                                                 |  |
| - Lubala - Sesay - Dallison - Nathaniel-George - Palmer |                  | - Vokes - Smith - Duffy - Etebo |                |                                                                                 |  |

| 25/9/2019            | Luton Town (2) | 0–4      | Leicester City (1)                                    | Luton                                                                       |  |
| 01:45 (Giờ Việt Nam) |                | Chi tiết | Gray 34' · Justin 44' · Tielemans 79' · Iheanacho 86' | Sân vận động: Kenilworth Road Lượng khán giả: 8,260 Trọng tài: Matt Donohue |  |

| 25/9/2019            | Portsmouth (3) | 0–4      | Southampton (1)                          | Portsmouth                                                                |  |
| 01:45 (Giờ Việt Nam) |                | Chi tiết | Ings 21', 44' · Cédric 77' · Redmond 86' | Sân vận động: Fratton Park Lượng khán giả: 18,707 Trọng tài: Kevin Friend |  |

| 25/9/2019            | Preston North End (2) | 0–3      | Manchester City (1)                                  | Preston                                                            |  |
| 01:45 (Giờ Việt Nam) |                       | Chi tiết | Sterling 19' · Gabriel Jesus 35' · Ledson 42' (l.n.) | Sân vận động: Deepdale Lượng khán giả: 22,025 Trọng tài: Lee Mason |  |

| 25/9/2019            | Sheffield Wednesday (2) | 0–2      | Everton (1)           | Sheffield                                                                           |  |
| 01:45 (Giờ Việt Nam) |                         | Chi tiết | Calvert-Lewin 6', 10' | Sân vận động: Hillsborough Stadium Lượng khán giả: 21,485 Trọng tài: Jeremy Simpson |  |

| 25/9/2019            | Watford (1)               | 2–1      | Swansea City (2) | Watford                                                                  |  |
| 01:45 (Giờ Việt Nam) | Welbeck 28' · Pereyra 79' | Chi tiết | Surridge 34'     | Sân vận động: Vicarage Road Lượng khán giả: 8,903 Trọng tài: Darren Bond |  |

| 26/9/2019            | Brighton & Hove Albion (1) | 1–3      | Aston Villa (1)                         | Brighton                                                            |  |
| 01:45 (Giờ Việt Nam) | Roberts 61'                | Chi tiết | Jota 22' · Hourihane 33' · Grealish 78' | Sân vận động: Falmer Lượng khán giả: 14,982 Trọng tài: Graham Scott |  |

| 26/9/2019            | Burton Albion (3)          | 2–0      | Bournemouth (1) | Burton upon Trent                                                         |  |
| 01:45 (Giờ Việt Nam) | Sarkic 14' · Broadhead 72' | Chi tiết |                 | Sân vận động: Pirelli Stadium Lượng khán giả: 2,505 Trọng tài: John Busby |  |

| 26/9/2019            | Chelsea (1)                                                                                  | 7–1      | Grimsby Town (4) | Fulham, London                                                               |  |
| 01:45 (Giờ Việt Nam) | Barkley 4' · Batshuayi 7', 86' · Pedro 43' (ph.đ.) · Zouma 56' · James 82' · Hudson-Odoi 89' | Chi tiết | Green 19'        | Sân vận động: Stamford Bridge Lượng khán giả: 39,674 Trọng tài: Keith Stroud |  |

| 26/9/2019            | Milton Keynes Dons (3) | 0–2      | Liverpool (1)           | Milton Keynes                                                              |  |
| 01:45 (Giờ Việt Nam) |                        | Chi tiết | Milner 41' · Hoever 69' | Sân vận động: Stadium MK Lượng khán giả: 28,521 Trọng tài: Oliver Langford |  |

| 26/9/2019            | Oxford United (3)                                  | 4–0      | West Ham United (1) | Oxford                                                                      |  |
| 01:45 (Giờ Việt Nam) | Moore 55' · Taylor 71' · Fosu 84' · Baptiste 90+2' | Chi tiết |                     | Sân vận động: Kassam Stadium Lượng khán giả: 10,450 Trọng tài: Robert Jones |  |

| 26/9/2019            | Sheffield United (1) | 0–1      | Sunderland (3) | Sheffield                                                                 |  |
| 01:45 (Giờ Việt Nam) |                      | Chi tiết | Power 9'       | Sân vận động: Bramall Lane Lượng khán giả: 11,675 Trọng tài: Tim Robinson |  |

| 26/9/2019                             | Wolverhampton Wanderers (1) | 1–1 (4–2 p)                      | Reading (2) | Wolverhampton                                                         |  |
| 01:45 (Giờ Việt Nam)                  | Jordão 27'                  | Chi tiết                         | Boyé 90+9'  | Sân vận động: Molineux Lượng khán giả: 20,702 Trọng tài: Peter Bankes |  |
|                                       |                             | Loạt sút luân lưu                |             |                                                                       |  |
| - Neves - Vallejo - Bennett - Vinagre |                             | - Miazga - Pușcaș - Swift - Boyé |             |                                                                       |  |

| 26/9/2019                                   | Manchester United (1) | 1–1 (5–3 p)                             | Rochdale (3) | Manchester                                                               |  |
| 02:00 (Giờ Việt Nam)                        | Greenwood 68'         | Chi tiết                                | Matheson 76' | Sân vận động: Old Trafford Lượng khán giả: 58,314 Trọng tài: John Brooks |  |
|                                             |                       | Loạt sút luân lưu                       |              |                                                                          |  |
| - Mata - Pereira - Fred - Greenwood - James |                       | - Andrew - Keohane - Morley - Wilbraham |              |                                                                          |  |

## Vòng 4
Tổng cộng 16 CLB thi đấu ở vòng này (không có đội nào là đội vô địch). Lễ bốc thăm được tiến hành tại Stadium MK bởi Andy Hinchcliffe và Don Goodman sau trận đấu vòng ba giữa MK Dons và Liverpool vào ngày 25 tháng 9 năm 2019. Các trận đấu được diễn ra trong tuần bắt đầu từ ngày 28 tháng 10 năm 2019.
| 30/10/2019           | Burton Albion (3) | 1–3      | Leicester City (1)                          | Burton upon Trent                                                             |  |
| 02:45 (Giờ Việt Nam) | Boyce 52'         | Chi tiết | Iheanacho 7' · Tielemans 20' · Maddison 89' | Sân vận động: Pirelli Stadium Lượng khán giả: 6,186 Trọng tài: Darren England |  |

| 30/10/2019           | Crawley Town (4) | 1–3      | Colchester United (4)                          | Crawley                                                                           |  |
| 02:45 (Giờ Việt Nam) | Bulman 20'       | Chi tiết | Norris 22' · Luyambula 53' (l.n.) · Gambin 79' | Sân vận động: Broadfield Stadium Lượng khán giả: 5,612 Trọng tài: Tony Harrington |  |

| 30/10/2019           | Everton (1)                     | 2–0      | Watford (1) | Liverpool                                                                  |  |
| 02:45 (Giờ Việt Nam) | Holgate 72' · Richarlison 90+3' | Chi tiết |             | Sân vận động: Goodison Park Lượng khán giả: 34,979 Trọng tài: Simon Hooper |  |

| 30/10/2019           | Manchester City (1)            | 3–1      | Southampton (1) | Manchester                                                                               |  |
| 02:45 (Giờ Việt Nam) | Otamendi 20' · Agüero 38', 56' | Chi tiết | Stephens 75'    | Sân vận động: City of Manchester Stadium Lượng khán giả: 37,143 Trọng tài: Jonathan Moss |  |

| 30/10/2019                        | Oxford United (3) | 1–1 (4–2 p)                        | Sunderland (3) | Oxford                                                                      |  |
| 02:45 (Giờ Việt Nam)              | Hall 25'          | Chi tiết                           | McNulty 78'    | Sân vận động: Kassam Stadium Lượng khán giả: 11,108 Trọng tài: Steve Martin |  |
|                                   |                   | Loạt sút luân lưu                  |                |                                                                             |  |
| - Henry - Forde - Fosu - Mousinho |                   | - Power - O'Nien - Grigg - McNulty |                |                                                                             |  |

| 31/10/2019                                    | Liverpool (1)                                                                      | 5–5 (5–4 p)                                                     | Arsenal (1)                                                           | Liverpool                                                              |  |
| 02:30 (Giờ Việt Nam)                          | Mustafi 6' (l.n.) · Milner 43' (ph.đ.) · Oxlade-Chamberlain 58' · Origi 62', 90+4' | Chi tiết                                                        | Torreira 19' · Martinelli 26', 36' · Maitland-Niles 54' · Willock 70' | Sân vận động: Anfield Lượng khán giả: 52,694 Trọng tài: Andre Marriner |  |
|                                               |                                                                                    | Loạt sút luân lưu                                               |                                                                       |                                                                        |  |
| - Milner - Lallana - Brewster - Origi - Jones |                                                                                    | - Bellerín - Guendouzi - Martinelli - Ceballos - Maitland-Niles |                                                                       |                                                                        |  |

| 31/10/2019           | Aston Villa (1)               | 2–1      | Wolverhampton Wanderers (1) | Birmingham                                                           |  |
| 02:45 (Giờ Việt Nam) | El Ghazi 28' · Elmohamady 57' | Chi tiết | Cutrone 54'                 | Sân vận động: Villa Park Lượng khán giả: 34,962 Trọng tài: Lee Mason |  |

| 31/10/2019           | Chelsea (1)   | 1–2      | Manchester United (1)     | Fulham, London                                                               |  |
| 03:05 (Giờ Việt Nam) | Batshuayi 61' | Chi tiết | Rashford 25' (ph.đ.), 73' | Sân vận động: Stamford Bridge Lượng khán giả: 38,645 Trọng tài: Paul Tierney |  |

## Tứ kết
Tổng cộng 8 CLB thi đấu ở vòng này. Lễ bốc thăm được thực hiện vào ngày 31 tháng 10 năm 2019 bởi David James và Zoe Ball trên Chương trình Bữa sáng của BBC Radio 2. Các trận đấu được diễn ra trong tuần bắt đầu từ ngày 16 tháng 12 năm 2019. Liverpool tung vào sân đội hình thiếu kinh nghiệm trong trận đấu với Aston Villa và được dẫn dắt bởi HLV dẫn dắt đội U23 là Neil Critchley, trong khi đội một tham dự FIFA Club World Cup 2019 tại Qatar dưới sự dẫn dắt của Jürgen Klopp.
| 18/12/2019           | Aston Villa (1)                                                   | 5–0      | Liverpool (1) | Birmingham                                                           |  |
| 02:45 (Giờ Việt Nam) | Hourihane 14' · Boyes 17' (l.n.) · Kodjia 37', 45' · Wesley 90+2' | Chi tiết |               | Sân vận động: Villa Park Lượng khán giả: 30,323 Trọng tài: Lee Mason |  |

| 19/12/2019                                 | Everton (1)               | 2–2 (2–4 p)                                    | Leicester City (1)       | Liverpool                                                                   |  |
| 02:45 (Giờ Việt Nam)                       | Davies 70' · Baines 90+1' | Chi tiết                                       | Maddison 26' · Evans 29' | Sân vận động: Goodison Park Lượng khán giả: 39,027 Trọng tài: Jonathan Moss |  |
|                                            |                           | Loạt sút luân lưu                              |                          |                                                                             |  |
| - Tosun - Baines - Holgate - Calvert-Lewin |                           | - Maddison - Chilwell - Pereira - Gray - Vardy |                          |                                                                             |  |

| 19/12/2019           | Oxford United (3) | 1–3      | Manchester City (1)             | Oxford                                                                       |  |
| 02:45 (Giờ Việt Nam) | Taylor 46'        | Chi tiết | Cancelo 22' · Sterling 50', 70' | Sân vận động: Kassam Stadium Lượng khán giả: 11,817 Trọng tài: Andrew Madley |  |

| 19/12/2019           | Manchester United (1)                           | 3–0      | Colchester United (4) | Manchester                                                               |  |
| 03:00 (Giờ Việt Nam) | Rashford 51' · Jackson 56' (l.n.) · Martial 61' | Chi tiết |                       | Sân vận động: Old Trafford Lượng khán giả: 57,559 Trọng tài: David Coote |  |

## Bán kết
Tổng cộng 4 CLB thi đấu ở vòng này. Lễ bốc thăm được thực hiện vào ngày 18 tháng 12 năm 2019, bởi Dennis Wise và Chris Kamara tại Sân vận động Kassam của Oxford United. Các trận lượt đi diễn ra trong tuần bắt đầu từ ngày 6 tháng 1 năm 2020, trong khi trận lượt về diễn ra trong tuần bắt đầu từ ngày 27 tháng 1 năm 2020.
| Manchester United (1) | 1–3      | Manchester City (1)                            |
| --------------------- | -------- | ---------------------------------------------- |
| Rashford 70'          | Chi tiết | B. Silva 17' · Mahrez 33' · Pereira 38' (l.n.) |

| Manchester City (1) | 0–1      | Manchester United (1) |
| ------------------- | -------- | --------------------- |
|                     | Chi tiết | Matić 35'             |

Manchester City thắng với tổng tỉ số 3–2.
| Leicester City (1) | 1–1      | Aston Villa (1) |
| ------------------ | -------- | --------------- |
| Iheanacho 74'      | Chi tiết | Guilbert 28'    |

| Aston Villa (1)               | 2–1      | Leicester City (1) |
| ----------------------------- | -------- | ------------------ |
| Targett 12' · Trézéguet 90+3' | Chi tiết | Iheanacho 72'      |

Aston Villa thắng với tổng tỉ số 3–2.

## Chung kết
| Aston Villa   | 1–2      | Manchester City          |
| ------------- | -------- | ------------------------ |
| - Samatta 41' | Chi tiết | - Agüero 20' - Rodri 30' |

## Danh sách cầu thủ ghi nhiều bàn thắng nhất
| Vị trí | Cầu thủ            | Câu lạc bộ        | Số bàn thắng |
| ------ | ------------------ | ----------------- | ------------ |
| 1      | Liam Boyce         | Burton Albion     | 5            |
| 2      | Conor Hourihane    | Aston Villa       | 4            |
| 2      | Kelechi Iheanacho  | Leicester City    | 4            |
| 2      | Gabriel Martinelli | Arsenal           | 4            |
| 2      | Marcus Rashford    | Manchester United | 4            |
| 6      | Sergio Agüero      | Manchester City   | 3            |
| 6      | Michy Batshuayi    | Chelsea           | 3            |
| 6      | James Maddison     | Leicester City    | 3            |
| 6      | Raheem Sterling    | Manchester City   | 3            |
| 6      | Sam Surridge       | Swansea City      | 3            |